# Художествена галерия „Професор Илия Петров“
Художествената галерия „Проф. Илия Петров“ е галерия в Разград.

## История
Художествената галерия „Проф. Илия Петров“ започва с малка сбирка от картини на местните художници – Коста Петров, Георги Йорданов, Димитър Арнаудов и дарение на цялостна колекция от Максим Цанков.
През 1968 г. към Окръжния исторически музей в Разград е открита щатна бройка за отдел „Картинна галерия“ с цел съхраняване и обогатяване на фонда. Назначен е скулпторът Ненко Метев със задача за изграждане на художествена галерия в окръжния град за цялостно представяне на българското изобразително изкуство с подчертан народностен характер в периода на 20-те и 30-те години на ХХ век – Владимир Димитров-Майстора, Цанко Лавренов, Васил Стоилов, Златю Бояджиев и др. Приоритет са художниците Илия Петров, Данаил Дечев, Никола Ганушев, Атанас Михов, Йордан Кръчмаров и други, родени и работили в града, а също и колекцията на Драган Данаилов.
Значителен принос в създаването на колекция със значим ценностен характер представлява закупуването през 1968 г. на три значими творби: Илия Петров – „Мароканка“, Данаил Дечев – „Лудогорие“, Васил Стоилов – „Мадона“. През следващата година (1969) от Общата изложба на българските художници (София) са откупени седем платна на известните художници Стоян Венев, Александър Поплилов, Иван Ненов, Борис Денев и други. Съществуващата по това време Държавна комисия дарява още седем картини от Бенчо Обрешков, Павлето, Петко Абаджиев и други.
Наред с извършване на проучвателна и събирателска дейност в този период ръководството на галерията работи усърдно и за намиране на подходяща база за изграждане на сграда за художествена галерия. Със съдействието на Кирил Данев – секретар на Общинския народен съвет през 1970 – 1971 г., реконструираната по проект на арх. Яким Петров книжарница на бул. „Ленин“ 5 (сега бул. „България“) се превръща в модерна за времето изложбена зала. Фасадата е оформена с декоративно пано, изпълнено по проект на Александър Денков. Първата изява в новата галерия е честването на 80 години от рождението на Данаил Дечев с изложба от негови творби.
В средата на месец ноември 1971 г. в галерията и още две подходящи за експониране на картини помещения в различни места в града е открита първата изложба „ЛУДОГОРИЕ’71“. Това е първата мащабна проява на Съюза на българските художници в центъра на Лудогорието, която слага началото на този род изложби, откривани по-късно в различни окръжни градове в страната.
След приключване на ОХИ „ЛУДОГОРИЕ’71“, на 11 май 1972 г. Художествената галерия е открита официално с постоянна експозиция от фонда.
Септември месец същата година галерията става домакин на най-голямата изява на младите хора в страната – Националната младежка карикатурна изложба, която по-късно през есента на 1996 година става международна.
През 1975 г. с решение на Окръжния народен съвет на художествената галерия се предоставя сградата на училище „Кирил и Методий“, която се намира в центъра на града. Отделени са 600 000 лева от бюджета на Окръжния народен съвет за реализиране на проекта на арх. Дончев за адаптация на училището в галерия. По-късно ръководителите на града, принудени от предстоящото откриване на „Лудогорие’75“, вземат решение за палиативен ремонт, с което проектът на арх. Дончев се обрича на неизпълнение.
След смъртта на големия български художник, общественик и педагог академик проф. Илия Петров, с правителствено решение галерията в родния му град Разград носи неговото име (1975 г.)
Художествената галерия „Проф. Илия Петров“ притежава фонд от над 2500 произведения на изобразителното изкуство, създадени в периода от края на IX и през ХХ век, формиран през годините чрез откупки, дарения, контрактации и разпределения от Националната художествена галерия.
В различни периоди като уредници в галерията са работили художниците Велко Велков, Стоян Пеев, Данаил Цонев. От 1980 г. като уредник работи Боряна Възелова, през 1986 г. е назначена Румяна Иванова и през 1987 Росица Димитрова. Директор на галерията от нейното създаване до 2001 г. е скулпторът Ненко Метев. От юни 2001 г. с конкурс за директор е назначен Тодор Тодоров.